# André Magnin
Pour les articles homonymes, voir Magnin.
André Magnin, né en 1952 à Vesoul, est un commissaire d'exposition indépendant et un galeriste d'art contemporain français.

## Biographie

### Enfance et jeunesse
André Magnin est né à Vesoul en Franche-Comté, mais ses premiers souvenirs remontent à la petite enfance qu'il passe à Madagascar entre ses trois et sept ans. L'Afrique initie son attrait pour l'ailleurs.
Une fois passé le baccalauréat, dans les années 1970, il s'essaye à divers cursus universitaires ; il vit rue Battant puis rue Proudhon à Besançon mais il déserte l'université pour organiser avec son cercle d'amis, des événements musicaux, artistiques et sociaux. S'ensuit en autostop un tour de France des communautés, périple qui le conduit jusqu'en Allemagne dans une communauté d'artistes de la Ruhr. 
En 1979, avec le collectif d'artiste PAP'CIRCUS, il organise un festival de performances qui tourne « à la catastrophe », et qui le convainc de ne jamais devenir artiste.

### «Magiciens de la Terre»
À 31 ans, il se rend à Paris où il rencontre une série d'individus qui marqueront sa vie : Anne Tronche et le critique d'art George Boudailles qu'il assiste dans l'organisation de la Nouvelle Biennale de Paris en 1985 ; les artistes Christian Boltanski, Jean-Michel Alberola, Niele Toroni, Bertrand Lavier qui l'introduit au directeur de la Kunsthalle de Berne, Jean-Hubert Martin, en 1986. Celui-ci est alors sur le point d'organiser l'exposition collective « Magiciens de la Terre » qui réunit à la Grande Halle de la Villette et au Centre Pompidou plus d'une centaine d'artistes provenant des cinq continents. Pour ce projet ambitieux est confiée à André Magnin la responsabilité de rechercher des artistes en Australie, Nouvelle-Zélande, Papouasie-Nouvelle-Guinée, Colombie britannique, et des pays d'Afrique subsaharienne entre 1986 et 1989. Bien que « Magiciens de la Terre » soit aujourd'hui reconnue comme une exposition importante, elle reçoit en 1989 un accueil mitigé. André Magnin revient sur l'exposition :  
« Magiciens de la Terre a été la première exposition véritablement internationale, c’est-à-dire pensée à l’échelle mondiale, présentant cent artistes, de différentes cultures, des cinq continents, sans ordre hiérarchique ni géographique, en laissant les œuvres parler d’elles-mêmes. Cette exposition au retentissement mondial a suscité et suscite encore de vifs débats. Elle fut visionnaire dans sa conception et bouleversa le paysage esthétique, déplaça les problématiques ou en créa d’autres (…). 
Au début 1986, Jean-Hubert a constitué son équipe en faisant appel à Mark Francis, Aline Luque et moi-même. Nous partagions alors un petit bureau vétuste, mais notre enthousiasme demeurait inébranlable. Nous avions punaisé la carte du monde au mur. Chacun de nous choisissait sa destination et préparait ses voyages de son côté. Aline était attirée par l’Amérique du Sud, Jean-Hubert par l’Asie et moi par l’Afrique. Pour des raisons très intimes liées à mon enfance, ma première destination fut Madagascar. 
Trois ans de recherche sur les trois-quarts de la surface du globe ne pouvaient prétendre dresser un bilan de la situation de l’art contemporain à l’échelle mondiale. Ce n’était d’ailleurs pas l’ambition de Magiciens de la Terre. En septembre 1989, l’exposition a pris fin sans avoir trouvé le succès attendu. Il était sans doute trop tôt pour sensibiliser les esprits conservateurs et le grand public aux enjeux soulevés par un tel événement. Nous étions à l'aube du XXIe siècle, les questions liées à la mondialisation surgissaient, mais il était encore trop tôt et apparemment risqué de présenter sur le même plan les artistes des différentes cultures contemporaines du monde!

Près de vingt ans plus tard, toujours fidèle aux fondements de cette «aventure», je suis convaincu que l’échange reste la chose la plus importante qui puisse nous arriver »

### Recherches en Afrique, CAAC - The Pigozzi Collection
André Magnin songe alors à approfondir ses recherches sur le continent africain, lorsqu'il reçoit un appel mystérieux le conviant à un rendez-vous au Café Beaubourg, devant le Centre Pompidou. Le collectionneur Jean Pigozzi, milliardaire, photographe et philanthrope, rêve de se constituer la plus grande collection au monde d’art contemporain africain. André Magnin se met au service de l’héritier avec un certain bonheur : il a en effet carte blanche, avec tous les moyens nécessaires, pour aller chercher des œuvres sur des « terrains » aussi difficile que le Mozambique durant la guerre civile ou la vaste République démocratique du Congo.
« Jean Pigozzi est un collectionneur fou, obsessionnel et doué d’un regard pertinent. S’il suffit d’être fortuné pour acquérir un Warhol, un Twombly, un Jeff Koons, un Serra, un Buren ou un Cattelan, il faut déployer bien d’autres efforts pour acquérir une «ville» de Kingelez, un grand tableau de Chéri Samba ou un magnifique dessin de Mansaray. (…) »
Débutent alors vingt ans de voyages intenses, à la recherche des artistes originaux, inventeurs de nouveaux mondes et langages.
De 1989 à 2009, il constitue et dirige The Pigozzi Collection (Genève). André Magnin a été commissaire de nombreuses expositions, dont World Envisioned : Alighiero e Boetti and Frédéric Bruly Bouabré (DIA Center for the Arts, New York / American Center, Paris, 1995), African Art Now (Museum of Fine Arts, Houston, 2005), 100% Africa (Musée Guggenheim, Bilbao, 2006) et Arts of Africa (Grimaldi Forum, Monaco, 2013). Pour la Fondation Cartier pour l’art contemporain, il a été commissaire des expositions Seydou Keïta (1994), Malick Sidibé (1995), Bodys Isek Kingelez (1995), J.D. ‘Okhai Ojeikere (2000), J’aime Chéri Samba (2004) et plus récemment Beauté Congo : 1926-2015 Congo Kitoko. Il fait connaître leurs œuvres à travers de prestigieux musées, fondations et collections privées. 

### Galerie Magnin-A
De nos jours, André Magnin participe au développement du marché de l'art africain contemporain. En 2009, il fonde avec Philippe Boutté la galerie MAGNIN-A, dont la mission est de promouvoir l’art contemporain africain sur le marché international. La galerie MAGNIN-A est inaugurée au 118 boulevard Richard-Lenoir à Paris avec l'exposition "Co-Naissance" réunissant le travail de Alighiero e Boetti, Frédéric Bruly Bouabré et Marcel Miracle. La galerie représente en exclusivité des artistes tels que Chéri Samba, Omar Victor Diop, JP Mika, Amadou Sanogo, Hilary Balu, Kiripi Katembo, Houston Maludi, Ataa Oko, Ambroise Ngayimoko.

#### Artistes représentés
- Nathalie Boutté
- Filipe Branquinho
- Chéri Samba
- Chéri Chérin
- Calixte Dakpogan
- Jean Depara
- Omar Victor Diop
- Efiaimbelo
- John Goba
- Dorris Haron Kasco
- Romuald Hazoumè
- Kiripi Katembo
- Seydou Keïta
- Bodys Isek Kingelez
- Klèmèguè
- Gonçalo Mabunda (en)
- Houston Maludi
- Abu Bakarr Mansaray
- Héctor Mediavilla
- Vincent Michéa
- JP Mika
- Marcel Miracle
- Moke
- Fabrice Monteiro
- Ambroise Ngayimoko
- J. D. 'Okhai Ojeikere
- Ataa Oko
- Mauro Pinto
- Gérard Quenum
- Émilie Regnier
- Amadou Sanogo
- Kura Shomali
- Monsengo Shula
- Malick Sidibé
- Ana Silva
- Pathy Tshindele

## Citations
- « Boetti me disait que l'art c'est ce qui nous rappelle qu'on était proche des dieux »

- « Il faut désapprendre ce que, naïfs, nous nous sommes laissés mettre dans la tête »

- « Je ne crois pas à l’enseignement de l’art mais à l’art comme enseignement »

- « L’art congolais n’appartient qu’à lui-même, il est vain de l’inscrire dans l’histoire de l’art »

- « On est obligé de s’oublier pour regarder l’autre et avoir une véritable relation. Tu apprends que l’histoire qui t’a construite est segmentée, qu’il n’y a pas une mais beaucoup d’Afriques »

- « L’Afrique n’a jamais cessé d’alimenter l’histoire de talents et de chefs-d’œuvre. Elle nous le prouve encore avec la musique, la danse, la littérature et plus récemment les arts plastiques et la photographie. J’ose espérer que notre collection permettra de contribuer à la reconnaissance de grands artistes et de souligner une évidence : l’Afrique recèle d’immenses richesses. Il serait dommage, voire dangereux, de lui tourner le dos.»

## Expositions
- 2021 : Héritage, carte blanche à Omar Victor Diop, du 6 mars au 8 mai 2021, Galerie Magnin-A, Paris, France.
- 2020 : Hilary Balu et Joseph Obanubi, 8 décembre 2020 au 20 février 2021, Galerie Magnin-A, Paris, France;
- 2020 : Alpha Crucis - Contemporary African Art, 31 janvier 2020 au 17 mai 2020, commissaire de l'exposition, Astrup Fearnley Museet, Oslo, Norvège.
- 2019 : Superheroes[8], 7 juin - 7 juillet 2019, commissaire avec Bernard Prévot et Najwa Borro, 59pm gallery, Bruxelles, Belgique.

- 2018 : Malick Sidibé, Mali Twist[9], Fondation Cartier pour l’art contemporain[10], commissaire de l’exposition avec Brigitte Ollier.
- 2018 : African Passions, Commissaire de l’exposition African Passions pendant le Festival Evora Africa au Palais Cadaval, Portugal.
- 2018 : Romuald Hazoumè, commissaire, Gagosian Gallery, New York.
- 2017 : Les Initiés, un choix d'œuvres (1989-2009) de la collection d'art contemporain africain de Jean Pigozzi, conseiller scientifique, Fondation Louis Vuitton.
- 2016 : Romuald Hazoumè, commissaire, Gagosian Gallery, Paris - Le Bourget, (du 19 avril au 16 juillet 2016).
- 2016 : Seydou Keïta, conseiller scientifique, Grand Palais RMN, Paris, France (du 31 mars au 11 juillet 2016).
- 2016 : Beauté Congo : 1926 - 2015, Congo Kitoko[11], commissaire, Fondation Cartier pour l'art contemporain, Paris, France.
- 2012 : Histoires de voir, commissaire, Fondation Cartier pour l'art contemporain, Paris, France (du 15 mai au 21 octobre 2012).
- 2011 : M(other) India, Galerie du Jour Agnès b, Paris, France (septembre - octobre 2011).
- 2010 : African Stories, commissaire, Place Jamaâ El Fna, Marrakech, Maroc (octobre 2010).
- 2009 : Africa ? Une nueva storia, Complesso del Vittoriano, Rome, Italie (novembre 2009 - janvier 2010).
- 2008 : Why Africa ? Pinacoteca Giovanni e Marella Agnelli, commissaire, Turin, Italie (octobre 2007 - février 2008).
- 2007 : Frédéric Bruly Bouabré, commissaire, Ikon Gallery, Birmingham, Royaume-Uni, (du 28 juillet au 7 octobre 2007).
- 2007 : Popular Painting from Kinshasa, commissaire, Tate Modern, Londres, Angleterre, (du 24 mars 2007 à mars 2008).
- 2006 : 100% Africa, commissaire, Guggenheim Museum Bilbao, Espagne, (du 12 octobre 2006 au 18 février 2007).
- 2006 : Tribute to Malick Sidibé, Photofesta, Maputo, Mozambique, (novembre - décembre 2006).
- 2006 : Marcel Miracle & Vanille Siméon, Galerie du jour Agnès b, Paris, France (septembre - octobre 2006).
- 2006 : Frédéric Bruly Bouabré, commissaire, MAMCO, Genève, Suisse, (février - avril 2006).
- 2005 : Attirare l'attenzione : A.Boetti, F.Bruly Bouabré et Marcel Miracle, commissaire, Centre d'art contemporain, Besançon, France.
- 2005 : African Art Now : Masterpieces from the Jean Pigozzi Collection, commissaire, The National Museum of African Art, Smithsonian Institution, Washington - États-Unis.
- 2005 : Art of Africa, commissaire, Grimaldi Forum, Monaco (juillet - Septembre 2005).
- 2005 : African Art Now : Masterpieces from the Jean Pigozzi Collection, commissaire, The Museum of Fine Arts, Houston Texas, États-Unis.
- 2005 : J.D.'Okhai Ojeikere : Hairstyles, Blaffer Gallery, The Museum of Art of Houston University, Houston, Texas, États-Unis.
- 2005 : J'aime Chéri Samba, The University Museum, Tewas southern University, Houston, Texas, États-Unis.
- 2004 : Joy of life : Malick Sidibé and Ojeikere, two photographers from Africa, Hara Museum, Tokyo, Japon (février - avril 2004).
- 2004 : J'aime Chéri Samba, Fondation Cartier pour l'art contemporain, Paris, France (janvier - mai 2004).
- 2003 : Malick Sidibé, Hasselblad Center, Göteborg, Suède (novembre 2003).
- 2001 : Un art populaire, commissaire, Fondation Cartier pour l'art contemporain, Paris France (du 21 juin au 4 novembre 2001).
- 2001 : Body Isek Kingelez, Kunstverein, Hambourg, Allemagne (mars - mai 2001).
- 2000 : J.D. 'Okhai Ojeikere, commissaire, Fondation Cartier pour l'art contemporain, Paris, France (du 4 avril au 27 mai 2000).
- 1999 : Richard Onyango, MAMCO, Genève, Suisse (février 1999).
- 1999 : Malick Sidibé, Australian Center for Photography, Sydney, Australie (avril 1999).
- 1999 : Malick Sidibé & Seydou Keïta, Photo Espagna, Madrid, Espagne (juin 1999).
- 1999 : Malick Sidibé, Chicago Contemporary Art Museum, Chicago, États-Unis (août 1999).
- 1998 : Seydou Keïta & Malick Sidibé, Photography Festival, Athènes, Grèce.
- 1998 : Seydou Keïta, Saint Louis Art Museum, Saint Louis, Missouri, États-Unis.
- 1997 : Chéri Samba, MAMCO, Genève, Suisse.
- 1997 : Twist, Club und Chat Sauvage : Malick Sidibé - Photography 1962 - 1976, IFA, Stuttgart, Allemagne.
- 1997 : Coïncidences, commissaire, Fondation Cartier pour l'art contemporain, Paris, France (avril 1997).
- 1997 : Cheik Ledy, MAMCO, Genève, Suisse.
- 1996 : Samuel Kane Kwei, IFA, Bonn - Stuttgart, Allemagne.
- 1996 : Seydou Keïta, Fotofest, Houston, États-Unis - Montréal, Canada - Institute of Art, Minneapolis, États-Unis, Museum of Modern Art, San Francisco, États-Unis - Smithsonian, Washington, États-Unis.
- 1995 : World Envisionned : Frédéric Bruly Bouabré & Alighiero e Boetti, American Center for the Arts, Paris, France (septembre 1995 - Février 1996)
- 1995 : Malick Sidibé, Fondation Cartier pour l'art contemporain, Paris, France.
- 1995 : Bodys Isek Kingelez, Fondation Cartier pour l'art contemporain, Paris, France.
- 1995 : Big City : Bodys Isek Kingelez, Cyprien Tokoudagba, Georges Adeagbo, Seydou Keïta, Frédéric Bruly Bouabré, Serpentine Gallery, Londres, United-Kingdom.
- 1994 : World Envisionned : Frédéric Bruly Bouabré & Alighiero e Boetti, commissaire, DIA Center for the Arts, New York, États-Unis.
- 1994 : Seydou Keita, commissaire, Fondation Cartier pour l'art contemporain, Paris, France.
- 1993 : Frédéric Bruly Bouabré, Portikus Frankfurt, Allemagne - Kunsthalle, Berne, Suisse - Haus des Kulturen der Welt, Berlin, Allemagne, Musée Ludwig.
- 1992 : Out of Africa, Saatchi Gallery, Londres, Angleterre.
- 1991 : Africa Hoy / Africa Now, Modern Art Center, Las Palmas, Espagne - Groninger Museum, Gröningen - Hollande, Contemporary Art Center, Mexico City - Mexico.
- 1989 : Magiciens de la terre, commissaire adjoint, Centre Georges Pompidou & la Grande Halle de la Vilette, Paris, France.

## Publications
- MAGNIN, André, Seydou Keïta, éditions Scalo, 1997.
- MAGNIN, André, Ojeikere photographies, Fondation Cartier, Actes Sud, 2000.
- MAGNIN, André, J'aime Chéri Samba, Fondation Cartier, Actes Sud, 2004.
- MAGNIN, André, Arts of Africa, la collection contemporaine de jean pigozzi, Skira, 2005.
- UCCIANI, Louis, MAGNIN, André, BULTEAU, Michel, ABBOU, Malek, Mathieu Messagier ; anima chromatica ; dessins 2007-2009, éditions Fage, 2009.
- MAGNIN, André, SAVANÉ, Yaya, ESCUDIER, Denis, Frédéric Bruly Bouabré ; coffret, éditions Xavier barral, 2013.
- MAGNIN, André, OLLIER, Brigitte, SIDIBÉ, Malick, Mali twist, éditions Xavier barral, 2017.
- MAGNIN, André, QOTBI, Mehdi, Lumière africaines, Langage du sud, 2018.